# Battaglia di Uclés (1108)
La battaglia di Uclés si combatté nel maggio del 1108, durante la Reconquista spagnola, quando le truppe degli Almoravidi dell'emiro Ali ibn Yusuf, guidate dal fratello dell'emiro, il governatore di Granada, Abū Tāhir Tamīm ibn Yūsuf, che raccoglieva anche gli eserciti di Cordova, Murcia e Valencia, guidate dai rispettivi governatori, avanzarono nella Castiglia orientale, arrivando il 27 maggio di fronte al castello di Uclés.

## La battaglia
Alfonso VI, già avanti con gli anni (77) e malato, aveva designato il suo erede ed unico figlio maschio, Sancho (1098-1108), coadiuvato dal generale Álvar Fáñez.
Le truppe leonesi-castigliane raggiunsero Uclés il 28 maggio e si disposero in formazione di battaglia.
Tamīm ibn Yūsuf dispose le truppe di Cordova al centro ed i veterani di Murcia e Valencia ai lati, mentre le truppe di Granada, sotto il suo comando, si schierarono in seconda linea. Fáñez e García Ordóñez, per conto di Sancho, il mattino del 29 maggio, decisero un attacco frontale della sola cavalleria, che inizialmente riuscì a portare scompiglio nella fanteria di Cordova, che indietreggiò, ma non cedette; nello stesso tempo però le ali dello schieramento almoravide attaccarono la fanteria cristiana, e, dopo averla neutralizzata e dispersa, chiusero l'accerchiamento intorno alla cavalleria leonese-castigliana, che, raggiunta la seconda linea dei Musulmani, stava combattendo contro le truppe di Granada. I cavalieri cristiani attaccati da ogni parte dovettero cedere e furono annientati. Gli Almoravidi non fecero prigionieri anche per convincere il castello di Uclés ad arrendersi
Dopo questa vittoria però gli Almoravidi si limitarono a conquistare qualche castello ed alcune città tra cui Cuenca, ma non sfruttarono a fondo la vittoria, perché preferirono rivolgersi contro gli ultimi Regni di Taifa, operazione che conclusero nel 1111.
Per ciò che concerne la morte dell'infante Sancho, dopo che molti cavalieri castigliani, gli si erano stretti intorno, per proteggerlo, e molti erano già caduti, si sa che il cavallo di Sancho venne colpito e l'erede al trono rimase appiedato. Poi vi sono due versioni:
- un gruppo di cavalieri riuscì a sfuggire all'accerchiamento, e mentre la parte più consistente guidata da Fáñez[4] si diresse verso Toledo e si riuscì a salvare, un piccolo gruppo costituito da sette cavalieri ed il piccolo Sancho riuscì a rifugiarsi nel piccolo castello di Belinchón, a circa 20 chilometri da Uclés. Quando la notizia del disastro di Uclés giunse a Belinchón, il signore del castello, decise di aprire le porte ai musulmani, facendo prima uccidere i sette cavalieri ed il principe Sancho
- Durante la battaglia, come tutore dell'erede al trono, García Ordóñez cavalcava accanto al principe Sancho; quando il cavallo di Sancho fu colpito e l'erede al trono fu appiedato, García, a sua volta saltò giù dal cavallo a difesa di Sancho, e combatté strenuamente finché accerchiato fu colpito e cadde sul corpo del bambino ed anche ferito gli fece scudo col suo corpo finché fu ucciso, e dopo di lui fu ucciso anche il povero Sancho.
Questa versione è citata nella Storia della Spagna di Ramón Menéndez Pidal, nella Primera Crónica General, che riprende un libro di carattere storico scritto su iniziativa di Alfonso X il Saggio, dove ne viene fatto un racconto quasi epico: